# Anochetus fricatus
Anochetus fricatus är en myrart som beskrevs av Wilson 1959. Anochetus fricatus ingår i släktet Anochetus och familjen myror. Inga underarter finns listade i Catalogue of Life.